# Roser Oduber Muntañola
Roser Oduber Muntañola (Panamà, 1957) és una artista i gestora cultural. Actualment ocupa el càrrec de directora del Centre d'Art Contemporani i Sostenibilitat (CACiS) El Forn de Calç, situat a Calders, i és presidenta de l'Associació d'Artistes Visuals de la Catalunya Central. Va ser fundadora de la Taula de les Arts Visuals de la Catalunya Central (TAV-CC) i va exercir-ne la presidència des del 2015 fins al 2021. Oduber també és fundadora de la Xarxa d'espais de creació de Catalunya, XarxaProd, i actualment ocupa la vicepresidencia. A més, és directora artística del Festival Jardins de Llum de Manresa  des del 2015 fins al 2025 i, des del 2020, del Festival de Land art Microscopies a l'Anella Verda de Manresa.
Roser Oduber ha exposat la seva obra en espais culturals reconeguts com l'Espai Volart de la Fundació Vila Casas de Barcelona i el Centre Cultural Casino de Manresa. Algunes de les seves obres formen part de col·leccions d'art contemporani, incloent la del Museu Can Framis.
L'any 2021, va rebre el Premi Bages de Cultura en reconeixement al seu treball en la promoció de les arts visuals i la seva pràctica artística amb un enfocament de gènere i respecte per l'entorn.

## Roser Oduber i El Forn de la Calç
El Centre d'Art Contemporani i Sostenibilitat (CACiS) El Forn de la Calç, situat a Calders, és una instal·lació cultural dedicada a la promoció de l'art contemporani i la sostenibilitat. El centre combina l'art amb la consciència mediambiental oferint una proposta que fomenta la creativitat i la preservació del medi ambient.
Ubicat en un antic forn de calç rehabilitat, el Forn de la Calç és un espai de creació i exposició on, a més de mostrar les seves pròpies obres, Oduber promou activitats que sensibilitzen sobre la relació entre l'art i el medi ambient. Esdevé així un lloc de trobada i reflexió sobre els reptes contemporanis, amb la voluntat d'enllaçar l'art amb els contextos locals i globals de la sostenibilitat.

### El Centre d'Art Contemporani i Sostenibilitat (CACiS)
El CACiS, amb seu al Forn de la Calç, és una entitat que integra la creació artística amb una profunda consciència ecològica. Aquest centre ofereix un espai per a la creació, exposició i reflexió artística, posant l'accent en la responsabilitat mediambiental.
El CACiS és reconegut per impulsar pràctiques artístiques que utilitzen materials sostenibles i promouen la responsabilitat mediambiental, a més de facilitar la col·laboració amb la comunitat local. El CACiS s'ha establert com un espai important per a artistes que treballen des d'un enfocament ecològic i socialment compromès.

## Trajectòria
Roser Oduber és una artista i activista queque fa quaranta anys es va establir en una masia del terme de Calders, on va rehabilitar uns antics forns de calç per crear un centre d'exhibició i residència dedicat a l'Art Contemporani i la Sostenibilitat.
Influïda pel seu entorn a Calders, el seu treball ha evolucionat cap a la rusticitat, una depuració cap al que és genuí, natural i primitiu. Així ho va plasmar en la seva exposició de 1996 per a la Torre Vella de Salou.
El següent pas en el seu procés evolutiu va ser la mostra El gen dels somnis (2000) a Àmbit Galeria d'Art i al Museu d'Art Modern de Tarragona (MAMT), a finals de 2002. Oduber va experimentar amb materials poc comuns, com la pell i l'embalatge de serp, una línia de treball que va ser reconeguda amb el Premi Salou de Recerca Pictòrica el 2004. Aquest cicle sobre la serp va continuar amb l'exposició Arran de pell a Àmbit Galeria d'Art (catàleg de Daniel Giralt-Miracle i Rodríguez).

### D-ments + D-liris
L'obertura del Forn de la Calç al públic i la creació del Centre d'Art CACIS el 2008 van donar pas a un nou escenari en la seva carrera. Així va néixer D-ments, una exposició presentada a l'Espai Volart de la Fundació Vila Casas a principis de 2011. D-ments va abordar diverses inquietuds de l'artista i va generar reflexions sobre els complexos temes de la ment, el pensament, la memòria i l'oblit.
El 2013, dins del Festival Mirades de dones, organitzat per MAV (Mujeres en las Artes Visuales), el Museu Comarcal de Manresa i l'Ajuntament de Manresa es va presentar l'exposició i el vídeo D-ments + D-Liris a les sales del Casino de Manresa. El catàleg de l'exposició, escrit per Gloria Bosch Mir, assenyala que el terme "deliri" prové del llatí de-lirare, que significa "sortir" o "sortir del solc en llaurar la terra".

### Itinerari de l'oblit
A l'estiu del 2018, Oduber va presentar a Manresa l'exposició Itinerari de l'oblit, en què va aprofundir en l'atzar i la genètica. Explorant sobre les plaques de Petri, utensilis comuns als laboratoris científics on es cultiven microorganismes.

En aquesta obra, Oduber reafirma la seva confiança en l'autenticitat àspra de la matèria, de la qual ha eliminat qualsevol element icònic i colorit, cercant expressar sentiments profunds a través de la calç, un material que simbolitza la puresa, la sanació i la depuració. 

### Límits
Del 5 de maig al 3 de juliol de 2022, el Tinglado 1 del Port de Tarragona va acollir l'exposició Límits, que va marcar una nova etapa en la seva investigació artística.
El concepte de "límits" ha anat evolucionant en la seva obra, ampliant-se cada cop més i abastant diferents enfocaments, propòsits i intencions, i segueix sent el nucli de la seva investigació artística actual.

## Exposicions

### Exposicions individuals
La seva primera exposició individual es va realitzar l'any 1979 a Panamà, a la Sala Simón Bolívar. A partir d'aquell moment, ha mantingut una carrera constant amb exposicions individuals en diversos espais d'art internacionals i nacionals, destacant la sèrie Evolució ver al “NIGRO”, presentada el 1989 a la Galeria Sergi Sánchez de Manresa. El 1991, va fer la seva primera exposició Barcelona, a la Galeria Cartoon, amb la mostra Líneas que conforman Naipes. Durant aquells anys, va presentar la seva obra en diverses galeries d'Espanya, com la Urban Gallery de Saragossa (1994) i la Galeria Luisa Torres de València (1994). El 1997, va exposar a Torroella de Montgrí, al Palau Solterra, on es va iniciar la Fundació Vila Casas. A partir del 1998, va establir una col·laboració a llarg termini amb Àmbit Galeria d'Art de Barcelona, on va exposar de forma regular fins al 2010.
A Manresa, ha tingut una presència destacada, amb eposicions a la Galeria Símbol el 1994, a la Sala Plana de l'Om els anys 1995 i 1997, i a la Galeria Rubiralta el 2004 i 2005. La seva obra també ha estat presentada en diverses ocasions a l'Espai 7 del Centre Casino de Manresa el 2009, 2010, 2011, 2012 i 2019. Ha participat en altres mostres a l'Ajuntament de Manresa (2014) i al Cercle Artístic de Manresa (2018).
El 2001, va exposar El batec de la Matèria al Museu d'Art Modern de la Diputació de Tarragona, i l'any següent va presentar la seva obra al Chapelle des Pénitents Blancs de Gordes, a Marsella (França). El 2007, la seva obra es va exhibir al llarg de tot un any al Palau Solterra de la Fundació Vila Casas, a Torroella de Montgrí. Posteriorment, el 2011, va exposar a l'Espai Volart de la Fundació Vila Casas, al carrer Ausiàs March de Barcelona.

### Exposicions Col·lectives
Ha participat en exposicions col·lectives, com al Salon des indépendants de París el 1984, i al Salón “Grands et Jeunes d'aujourd'hui” el 1995. A Madrid, va exposar a Encuentros de Arte (1989) i a la Galeria Rafael García (2004). Internacionalment, va formar part de la mostra d'Art Echo Gallery el 1994 a Galveston (Texas), i el 2008 va exposar a HAUSER HOFMANNKunst - Art – Arte, a Thayngen, Suïssa. També va presentar el projecte Versiones de una cicatriz a l'Ajuntament de Chihuahua i al Museo Dolores Olmedo de Ciutat de Mèxic (2015).
Ha exposat en altres ciutats i espais d'art, incloent Bazarnes (Lió), Perpinyà i Marsella, així com en espais artístics de Catalunya com Calders, Artés, Granollers, Gironella Konvent.0, Castell d'Aro, Moià, Girona, Tarragona, Els Ports, Gavà, Terrassa i Igualada.
Recentment, ha continuat presentant la seva obra en esdeveniments destacats com el Festival InundArt (2020) d'arts visuals i performance a la Casa de Cultura de Girona, a l'Espai Isern Dalmau - Fundació Lluís Coromina (2021), i al Centre d'Art Mèdol de Tarragona(2022). El 2023, va formar part de l'exposició del Museu Reina Sofia de Madrid, ¡Mujercitas del mundo entero, uníos! Autoras del cómic adulto (1967-1993).

### Obra Permanent i Col·leccions
La seva obra es conserva en diverses col·leccions. A Barcelona, la seva obra forma part de la col·lecció del Museu Can Framis, adquirida per la Fundació Vila Casas i també a la Fundació La Sardana. A França, les instal·lacions Els enamorats (1995) i L'Heremit (1996) es poden veure als jardins de la Fundació Azazel a Pauligne, prop de Carcassona. També està representada en col·leccions institucionals com la Diputació de Mallorca, el Museu L'Estació de Salou, l'Obra Cultural de Caixa Barcelona, el Museu d'Art Modern de Barcelona, i la Fundació Alcort de Binèfar.
Compagina la seva activitat artística amb la gestió cultural i, des de fa més de 20 anys, organitza i coordina exposicions en diversos espais culturals. El 2008, va fundar el Centre d'Art Contemporani El Forn de la Calç (CACiS), on va organitzar el Festival Efímera durant més de vuit anys. El 2012, va participar en el projecte Manresa Vi-Suals, i el 2014 va assumir la direcció del Festival Jardins de Llum, dedicat a l'art efímer.
El 2015, va inaugurar la mostra Picant pedra al Centre d'Art Contemporani i Sostenibilitat de Calders. El 2017 va formar part del Comitè Assessor de Manresa, que va ser designada Capital de la Cultura el 2018.
El 2020, va impulsar el projecte Microscopies, en col·laboració amb l'Ajuntament de Manresa i el CACiS, per desenvolupar instal·lacions artístiques respectuoses amb l'entorn natural i reflexionar sobre la relació entre humans i natura.
Oduber també ha treballat en el camp editorial, amb publicacions infantils i dissenys de portades per diverses editorials com a l'Editorial Carroggio i l'Editorial Plaza y Janés, seguint la tradició familiar.

## Educació i col·laboracions pedagògiques
Amb més de deu anys de col·laboració en projectes educatius, ha estat part del programa Arts, Mestres i Creació, organitzat pel Centre de Recursos Pedagògics del Bages-Moianès, la Fundació Universitària U-Manresa, la TAV-CC i el CACiS, on coordina les activitats educatives per a escoles i docents. El 2021, va participar en el grup de treball Territoris híbrids / Espais fronterers, dedicat a pràctiques artístiques transformadores. També ha col·laborat amb U-Manresa (2022) i amb el Centre de Recursos Pedagògics del Bages-Moianès (2023 i 2024).
El 2012 va presentar el projecte Natura ésCultura, i va ser ponent a les VI Jornades de Diàlegs Educatius organitzades per la Fundació Universitària del Bages (2014).

## Premis i reconeixements
Al llarg de la seva carrera, ha rebut diversos premis i reconeixements destacats, entre els quals es troben:
- Premi Bages de Cultura (2021) per la seva tasca en la promoció de les arts visuals, el seu compromís amb la perspectiva de gènere i el respecte pel medi ambient.[5][67]
- Premi Cultura del diari Regió7 (2019).[68][69]
- Primer Premi de Recerca Pictòrica de Salou (2004).[20][70]
- Premi de la Fundació nord-americana Azazel (1995) y premi de Ràdio 4 (1992) per la seva contribució a la dona en el còmic.[71]
- Finalista a la Biennal del Deporte (1994), al Saló de Grands et Jeunes d'Aujourd'hui de París (1996), al Donart (2001), al Ricard Camí (2003) i al Vila Casas de Torroella de Montgrí.[71]

1. ↑  «Roser Oduber - Biografia» (PDF).   Fundació Vila Casas. [Consulta: 4 abril 2025].
2. ↑  «Roser Oduber: «El dèficit d'interès és el pitjor que hi ha a la humanitat»».   VilaWeb, 08-11-2022. [Consulta: 4 abril 2025].
3. 1 2  «CACiS - Centre d'Art Contemporani i Sostenibilitat».   Ajuntament de Calders. [Consulta: 4 abril 2025].
4. ↑  «Neix la primera associació d'artistes visuals de la Catalunya Central».   Regió7, 30-03-2021. [Consulta: 4 abril 2025].
5. 1 2 3  «Roser Oduber rep el Premi Bages de Cultura 2021».   Òmnium Cultural, 2021. [Consulta: 4 abril 2025].
6. ↑  «Equip de Xarxaprod».   XarxaProd. [Consulta: 4 abril 2025].
7. 1 2  «Jardins de Llum a Manresa».   Núvol, 16-02-2019. [Consulta: 4 abril 2025].
8. 1 2  «Quan l'art es fon amb la natura».   Núvol, 05-04-2021. [Consulta: 4 abril 2025].
9. ↑  «Barcelona: l'artista a l'abast a l'Espai Volart».   Bonart, 14-02-2020. [Consulta: 4 abril 2025].
10. ↑  «Roser Oduber porta a Manresa un treball fet de matèria i llum».   Regió7, 05-02-2013. [Consulta: 4 abril 2025].
11. 1 2  «Obres de Roser Oduber a la col·lecció del Museu Can Framis» (PDF).   Fundació Vila Casas. [Consulta: 4 abril 2025].
12. ↑  «El forn de calç de Calders, un centre d'art contemporani i sostenibilitat».   El 9 Nou, 03-06-2021. [Consulta: 4 abril 2025].
13. ↑  «Centre d'Art Contemporani i Sostenibilitat – CACiS».   Moianès Turisme. [Consulta: 4 abril 2025].
14. ↑  YouTube - El forn de la calç
15. ↑  Regió7 - La qüestió de l'art contemporani
16. 1 2 3 4 5 6 7   «Publicación de la Fundación Vila Casas». ,  , pàg. 11-13 [Consulta: 27 març 2025].
17. 1 2  YouTube - Entrevista amb Roser Oduber
18. ↑  Silvia Armangué Jorba. El gen que mou els somnis: Roser Oduber.  Àmbit. Galeria d'Art, 2000, p. 24.
19. ↑  «Roser Oduber al Museu d'Art Modern de Tarragona».   Real Academia de Bellas Artes de San Fernando. [Consulta: 4 abril 2025].
20. 1 2  «El III Premi Salou de Recerca Pictòrica ja té guanyador», 2025.
21. ↑  «Exposicions de Roser Oduber a Àmbit Galeria d'Art».   Biblioteca Nacional d'Espanya. [Consulta: 4 abril 2025].
22. ↑  «Roser Oduber, tensió i reflexió a Espai Volart».   Regió7, 02-02-2011. [Consulta: 4 abril 2025].
23. ↑  «D-Ments».   Museu d'Art Contemporani. [Consulta: 4 abril 2025].
24. ↑  «Es posa en marxa a la Virreina el Festival Mirades de Dones».   Bonart. [Consulta: 4 abril 2025].
25. ↑  «D-ments + D-Liris».   Biblioteca Nacional d'Espanya. [Consulta: 4 abril 2025].
26. ↑  «La darrera producció de Roser Oduber - D_liris al Centre Cultural Casino», 2025.
27. ↑  «Exposició "Itinerari de l'Oblit" de Roser Oduber». Cercle Artístic Manresa. [Consulta: 25 març 2025].
28. ↑  «Roser Oduber porta al Cercle Artístic l'*Itinerari de l'oblit*».   Regió7, 24-08-2018. [Consulta: 4 abril 2025].
29. ↑  «Exposició “Itinerari de l'oblit” de Roser Oduber».   Cercle Artístic de Manresa, 01-08-2018. [Consulta: 4 abril 2025].
30. ↑  «El Tinglado 1 del Puerto de Tarragona acoge "Límites" de Roser Oduber», 2022.
31. ↑  «El Port de Tarragona acull *Límits* de Roser Oduber».   Europa Press, 08-05-2022. [Consulta: 4 abril 2025].
32. ↑  «Roser Oduber indaga els límits entre el món físic i l'espiritual».   Regió7, 09-12-2022. [Consulta: 4 abril 2025].
33. ↑  «Quan reparem trencadís també fem art».   Regió7, 22-04-2021. [Consulta: 4 abril 2025].
34. ↑  «Roser Oduber – Urban Gallery».   Urban Gallery Saragossa. [Consulta: 4 abril 2025].
35. ↑  «Obres de Roser Oduber».   Fundació Vila Casas. [Consulta: 4 abril 2025].
36. ↑  «L'Anònima i l'Espai 7 acullen noves propostes d'artistes manresans».   Regió7, 04-06-2021. [Consulta: 4 abril 2025].
37. ↑  «Resultats de la cerca per "Roser Oduber" al Centre Cultural Casino». Manresa Cultura. [Consulta: 25 març 2025].
38. ↑  Regió7 «Roser Oduber exposa a partir de demà al Cercle Artístic de Manresa». , 23-08-2018.
39. ↑  Oduber Muntañola, Roser. El batec de la matèria (en castellano).  Diputació Provincial de Tarragona, 2001, p. 36. ISBN 978-84-95835-01-7.
40. ↑  «El batec de la matèria».   Biblioteca Nacional d'Espanya, 2001. [Consulta: 4 abril 2025].
41. ↑  «Versiones de una cicatriz». Centre d'Art Contemporani i Sostenibilitat (CACiS). [Consulta: 25 març 2025].
42. ↑  «Artistas plasman visión sobre la cicatriz en el Museo Dolores Olmedo». Sin Embargo. [Consulta: 25 març 2025].
43. ↑  «Llevan 16 mujeres chihuahuenses exposición multidisciplinaria a México y Venezuela». La Opción. [Consulta: 25 març 2025].
44. ↑  «InundArt es posa en marxa». Bonart. [Consulta: 25 març 2025].
45. ↑  «XXII Biennal d'Art Contemporani Català». Fundació Lluís Coromina. [Consulta: 25 març 2025].
46. ↑  «Mèdol, el nuevo centro de arte de Tarragona y su programación 2022». Exibart. [Consulta: 25 març 2025].
47. ↑  «El Mèdol aglutina talent tarragoní amb dues noves exposicions».   Ajuntament de Tarragona, 01-03-2022. [Consulta: 4 abril 2025].
48. ↑  «¡Mujercitas del mundo entero, uníos! Autoras del cómic adulto (1967-1993)». Museo Reina Sofía. [Consulta: 25 març 2025].
49. ↑  «Espai per als artistes a mig camí entre la modernitat i el passat».   Regió7. [Consulta: 4 abril 2025].
50. ↑  «Diversos artistes seran avui a la mostra artística Efímera».   Regió7, 01-11-2018. [Consulta: 4 abril 2025].
51. ↑  «El projecte cultural Vi-Suals presenta la programació d'enguany sota el concepte “Empeltats”».   Manresa Cultura, 2019. [Consulta: 4 abril 2025].
52. ↑  «La mostra de l'Espai 7 reivindica l'art femení amb Roser Oduber».   Regió7, 03-03-2023. [Consulta: 4 abril 2025].
53. ↑  Exposició Picant Pedra - Canal Taronja
54. ↑  Regió7 - Presentació del Consell Assessor
55. ↑  Manresa Capital de la Cultura Catalana 2018
56. ↑  «Roser Oduber – Biblioteca Nacional de España».   BNE. [Consulta: 4 abril 2025].
57. ↑  Obra de Roser Oduber a Todocolección
58. ↑  Llibre El sitio de Soledad - AbeBooks
59. ↑  «Ciro Oduber (1921-2000)». [Consulta: 27 març 2025].
60. ↑  «*Llum. Arts, mestres i creació* – Exposició a l'Espai Casino».   Manresa Cultura. [Consulta: 4 abril 2025].
61. ↑  «L'art contemporani entra a les escoles de Manresa amb una exposició al Casino».   Regió7, 07-03-2025. [Consulta: 4 abril 2025].
62. ↑  «Grup de Treball: Territoris Híbrids. Espais Fronterers».   Universitat de Manresa. [Consulta: 4 abril 2025].
63. ↑  Actes 2022 - MAMT Pedagògic
64. ↑  Natura i Escultura 2015 - Fundació Setba
65. ↑  Demà s'inaugura l'exposició Natura i Escultura - Ajuntament de Manresa
66. ↑  VI Jornades de Diàlegs Educatius - Aprendre més enllà de l'aula
67. ↑  «Òmnium: Roser Oduber premiada». [Consulta: 20 març 2025].
68. ↑  Regió7 - Qui són els guanyadors de l'edició 2019
69. ↑  Regió7 - El talent de casa llueix a la gala d'entrega
70. ↑  Article sobre el Premi Salou de Recerca Pictòrica
71. 1 2  Fundació Vila Casas, pàgina 14